# Caridina lipalmaria
Caridina lipalmaria е вид десетоного от семейство Atyidae.

## Разпространение и местообитание
Видът е разпространен в Мадагаскар.
Обитава сладководни басейни и реки.